# Massinissa de Numídia
Masinissa o Massinissa (en llatí: Masinissa o Massinissa; en grec antic: Μασσανάσσης, Massanasses; en numidi:     , Masnsen) va ser rei dels massils de l'any 206 aC al 202 aC i del Regne de Numídia del 202 aC al 148 aC.
Era fill de Gaia, rei dels massils, la més occidental de les tribus númides. Es va criar a Cartago, i va rebre una bona educació pel lloc i el temps.

## Segona Guerra Púnica
L'any 213 aC quan el seu pare Gaia es va aliar a Cartago durant la Segona Guerra Púnica pel seu consell, Gaia va declarar la guerra al rei Sífax dels massesils que eren aliats de la República de Roma i va donar al seu jove fill el comandament de la força destinada a envair el regne oriental. Sífax va ser derrotat i es va refugiar a Mauretània, i Massinissa va ocupar els seus dominis.
El 212 aC Massinissa va anar a Hispània, on va donar suport als cartaginesos amb un fort contingent de cavalleria númida, i segurament es va quedar dos o tres anys a la regió, però el 210 aC era a Cartago, demanant reforços per l'exèrcit cartaginès i númida a Hispània, on tornava a ser el 209 aC i encara se sap que era present a la batalla d'Ilipa l'any 206 aC, on cartaginesos i númides van ser finalment derrotats.
Després d'això Massinissa, va canviar de bàndol i va fer ofertes d'aliança als romans (Silà, lloctinent d'Escipió); finalment, en una entrevista amb Publi Corneli Escipió Africà Major, es va fer aliat de Roma. Es diu que en aquest canvi va tenir influència la generosa conducta d'Escipió amb Massiva, nebot de Masinissa, i segons altres fonts també el fet que el cartaginès Hàsdrubal li havia promès com a dona a la seva filla Sofonisba, una noia d'extraordinària bellesa, però després havia violat la promesa i l'havia donat com a dona al rei dels massesils, Sífax. Titus Livi situa aquest fet una mica després, quan Masinissa ja havia tornat a l'Àfrica.
Llavors va tornar a Àfrica, on, a la mort del seu pare, que s'havia produït estant absent (probablement entorn de l'any 210 aC), la corona havia passat, segons el costum, al seu germà Ozalces, que va morir aviat, i el va succeir el seu fill Capusa. Capusa va ser deposat aviat (potser el 207 aC) per Mezetul, que va assolir el poder com a regent del menor Lacumaces, germà petit de Capusa. Quan Massinissa va desembarcar, segurament el 206 aC, va dirigir el seu exèrcit contra l'usurpador; no va aconseguir el suport de Bocus I o Bòcar de Mauritània, i només disposava d'uns 500 cavallers i uns milers d'infants, però amb aquestes forces va derrotar Mezetul. Lacumaces es va escapar a Numídia Oriental a la cort de Sífax, però o bé va ser retornat, o bé va tornar voluntàriament, i Massinissa el va tractar amb la consideració deguda al seu rang i li va permetre la retirada a la vida privada.
No gaire més tard, Sífax el va atacar i derrotar, i va haver de fugir. Tenint el campament base a les muntanyes, durant algun temps va fer atacs guerrillers contra Sífax i els cartaginesos. Els seus seguidors es van anar reorganitzant, i molta gent s'hi va unir; Sífax va enviar contra Massinissa el general Bòcar, que va aconseguir dividir els grups de Massinissa i el va obligar a fugir, ferit i amb només dos escortes. Un temps després, ja guarit, va reunir gent dels massils i va aixecar un exèrcit de deu mil homes. Sífax va agafar el comandament personalment i el va derrotar altre cop, però una vegada més Massinissa va poder fugir amb una petita escorta de cavallers.
Es va refugiar a les muntanyes de la costa, i va continuar la guerra de guerrilles fins a l'any 203 aC, després del desembarcament d'Escipió a l'Àfrica, que s'havia produït el 204 aC, quan es va unir als exèrcits romans. En la guerra que va seguir, especialment contra Hannó, fill d'Hamílcar, va tenir part destacada; va ser el principal responsable de l'incendi dels campaments de Sífax i d'Hàsdrubal, en el qual el coneixement dels hàbits enemics va tenir un paper decisiu per l'èxit.
L'any 202 aC, després d'una victòria sobre Sífax i Hàsdrubal, tornava a dominar tot el regne dels massils, i encara va derrotar altre cop Sífax, que va caure presoner. Llavors, va entrar a Cirta, la capital de Sífax i on tenia els seus tresors; allí va fer presonera a la dona del rei enemic, Sofonisba, que com s'ha dit havia estat promesa de Massinissa, i que ara s'hi va casar, però va morir tràgicament. Com a cònsol, Escipió li va donar el títol de rei amb la possessió dels seus dominis hereditaris i l'expectativa dels territoris del seu rival; aquesta concessió es va fer efectiva l'any 201 aC i ratificada immediatament pel senat. Masinissa va dirigir l'ala dreta de la cavalleria romano-númida a la batalla de Zama, i va tenir part important a la victòria. El 203 aC i 202 aC Hanníbal va fer esforços per fer-lo canviar de bàndol, però Massinissa va continuar lleial als romans.

## Regnat sense oposició
Durant els següents cinquanta anys, Massinissa va regnar a Numídia sense cap oposició. En aquestos anys va fer incursions a territori cartaginès, i Cartago va presentar queixes a Roma amb ambaixades, que són esmentades pels historiadors. Els romans sistemàticament van afavorir el rei númida, fins i tot quan les seves pretensions eren injustificables. Sembla que la disputa se centrava al fèrtil districte d'Empòria, que finalment va resultar ocupat completament per Massinissa fins a sobrepassar la tolerància romana, cosa que el va obligar a retirar-se, si més no parcialment.
Massinissa va enviar contingents per donar suport als romans a les guerres contra Filip V de Macedònia, contra Antíoc III el Gran, i contra Perseu de Macedònia. En l'última guerra (171 aC-168 aC) el contingent númida era sota el comandament de Missagenes, un dels fills de Massinissa.
La seva política amb Cartago va consistir a tenir un partit intern que li era favorable; però, que a mesura que la ciutat s'anava recuperant de la guerra, va perdre influència, i l'any 150 aC els principals dirigents del partit de Massinissa (el partit proromà), van ser desterrats pels demòcrates, entre els quals Hanníbal Psar. Abans de declarar la guerra, Massinissa va enviar els seus fills Gulussa i Micipsa com a ambaixadors a Cartago, exigint que els desterrats poguessin tornar, però el partit democràtic cartaginès, dirigit per Hàsdrubal, general en cap de la República, va refusar admetre els dos ambaixadors dins la ciutat, i encara els va empaitar quan ja se n'anaven i va matar membres del seu seguici.

## Guerra de Massinissa
Massinissa va envair territori cartaginès i va assetjar Oroscapa, i Hàsdrubal li va presentar batalla; alguns caps númides van desertar i es van passar a l'exèrcit cartaginès, i a més l'exèrcit d'Hàsdrubal va ser reforçat per nous contingents reclutats a Cartago, fins a arribar a tenir 58.000 homes. El primer combat era favorable a Massinissa, però no va ser decisiu. Escipió va voler fer de mediador, però no se'n va sortir, atès que el rei númida exigia l'entrega dels desertors i traïdors númides, cosa que els cartaginesos refusaven absolutament; la guerra va seguir i Massinissa va aconseguir portar a l'exèrcit d'Àsdrubal a un lloc on no podia rebre subministraments i part de les tropes van morir de fam i malalties, i la resta es va salvar després de capitular. Però, encara després d'això Massinissa, va violar l'acord, i molts dels que s'havien rendit van ser morts quan es retiraven sense armes; només un grapat va poder tornar sa i estalvi.

## Tercera guerra púnica
Els romans van decidir aprofitar aquesta oportunitat per liquidar Cartago; les negociacions van donar pas a la Tercera Guerra Púnica. Massinissa no volia als romans al costat del seu regne i quan se li va demanar assistència va demorar expressament l'enviament d'ajut (149 aC). Les derrotes romanes el 148 aC van obligar a enviar una ambaixada a Massinissa demanant ajuda, però quan l'ambaixador romà va arribar a Cirta, Massinissa acabava de morir. Va morir amb 90 anys i fins a quasi el final encara muntava a cavall i feia altres exercicis impropis de l'edat. L'any 150 aC encara va dirigir personalment l'exèrcit i seguia els exercicis militars com qualsevol jove. Va deixar encarregat el futur del regne al jove Publi Corneli Escipió (que llavors servia a Àfrica com a tribú militar), ja que estava lligat a la seva família per llaços clientelars i d'amistat.
Va deixar 54 fills (el més jove dels quals només tenia 4 anys quan va morir el rei), la majoria fills de concubines i, per tant, incapacitats per regnar segons les lleis númides. Els únics fills legítims que van sobreviure'l van ser Micipsa, Mastanabal i Gulussa. Escipió va repartir el regne entre els tres.